# Enrico Morando
Antonio Enrico Morando (ur. 30 września 1950 w m. Arquata Scrivia) – włoski polityk, senator pięciu kadencji, były wiceminister gospodarki i finansów.

## Życiorys
Ukończył filozofię na Uniwersytecie Genueńskim, po czym krótko pracował jako dziennikarz w komunistycznym dzienniku „L’Unità”. Działalność polityczną rozpoczynał w ramach Włoskiej Partii Komunistycznej, był etatowym pracownikiem partyjnym. W 1976 został sekretarzem PCI w prowincji Alessandria. W latach 80. awansował do sekretariatu regionalnego i następnie do komitetu centralnego komunistów. W 1986 był jednym z głównych członków grupy dążącej do przekształcenia partii w ugrupowanie socjalistyczne. Środowisko to poniosło wówczas porażkę. Do rekonstrukcji PCI doszło jednak w 1991, Enrico Morando dołączył wtedy do powołanej na jej bazie Demokratycznej Partii Lewicy.
W 1994 po raz pierwszy został wybrany do Senatu. Z powodzeniem ubiegał się o reelekcję w wyborach w 1996, 2001, 2006 i 2008, zasiadając w wyższej izbie włoskiego parlamentu do 2013. Od 1998 był członkiem współtworzonej przez jego partię formacji Demokraci Lewicy (w 2001, reprezentując tzw. frakcję liberalną, bezskutecznie ubiegał się w niej o przywództwo), z którą w 2007 dołączył do nowo powołanej Partii Demokratycznej (należał do liczącego 45 osób komitetu organizacyjnego PD).
W ramach PD bliski współpracownik Mattea Renziego. W 2014 w jego rządzie został podsekretarzem stanu, a następnie wiceministrem gospodarki i finansów. Na funkcji wiceministra pozostał także w gabinecie Paola Gentiloniego, kończąc urzędowanie w 2018.